# Ольга Фразе-Фразенко
Ольга Фразе (Eng: Olga Fraze, при народженні Поворозник, 3 листопада 1986) — українська кінорежисерка, поетка, художниця.

## Біографія
Ольга Поворозник народилася 3 листопада 1986 року у Львові. Батько галичанин, його родина з села Лавриків біля Рави-Руської, мати — наполовину росіянка.[джерело?]
Перший вірш написала в 11 років. Фіналістка Молодої Республіки Поетів 2009, 2010, 2011 рр. Має три вищі освіти: бакалавр Міжнародних економічних відносин (Львівська комерційна академія), спеціаліст з Видавничої справи та редагування (Українська академія друкарства), магістр з Інновацій та підприємництва (Львівська бізнес-школа Українського католицького університету)[джерело?]. Була організаторкою різноманітних культурних заходів, серед яких: поетичні вечори «Мамадея» (Львів), україно-грузинські поетичні читання (Тбілісі), літературні читання за участі незрячих поетів (Львів), фестиваль Нью-Йоркської Групи у Львові «Велике Повернення» (Львів), кіно-покази у Гантері та Чикаго[джерело?]. 2014 року разом з Олександром Фразе-Фразенком заснувала продакшн-студію OFF Laboratory, яка спеціалізується на виготовленні фільмів у сфері культури[джерело?]. 2015 року працює над своїм першим повнометражним документальним фільмом «Я бачу», прем'єра якого відбулась у Генеральній Асамблеї ООН в Нью-Йорку[джерело?]. 2016 року захистила диплом магістра у Львівській Бізнес Школі УКУ на тему «Продакшн-студія OFF Laboratory: Інновативний підхід у творенні культурного продукту». 

## Кіно

### «Ім'я Води»
«Ім'я Води» — дебютний художній короткометражний фільм Ольги Фразе, базований на її поезії з однойменної книжки. Це калейдоскоп чорно-білих образів, які виринають і гіпнотизують, голос авторки за кадром ніби читає сучасні молитви про самотність, порожнечу, про рідину, яка наповнює все. Фільм поділений на трипільські коди-розділи, які ведуть стрічкою, ніби лабіринтом. Режисерка фільмувала стрічку в Естонії, Латвії, Україні. Перший показ фільму відбувся у Науковому Товаристві ім. Шевченка у Нью-Йорку, восени 2015. Перший показ в Україні — Літературний Фестиваль «Ї» в Тернополі, 2016. Фільм містить субтитри польською мовою. Вірші на польську переклала Ірина Носова.[джерело?]

### «Приготування»
Фільм Ольги Фразе для мультимедійного однойменного проєкту Остапа Сливинського, що поєднує сучасну класичну музику, текст, дію та відео, які у сполученні творять атмосферу своєрідного саспенсу: напруга очікування досягає своєї кульмінації, війна вже на порозі, але ще не завдала прямого удару. Музична складова акції — це твір для препарованого фортепіано та магнітної стрічки (композитор і виконавець — Богдан Сегін). Відео — Ольга Фразе. Дія — Остап Сливинський. Текстова складова — уривки спогадів та оповідань письменників, що пережили війну на Балканах: облогу Сараєво, бомбардування Белґрада тощо (Мілісав Савич, Семездін Мехмединович, Міленко Єрґович, Стеван Тонтич). Дія, що супроводжує музику і текст — це прості, ощадливі, «життєво необхідні» рухи, рухи в замкнутому, клаустрофобічному просторі. Це — приготування, приготування саме в собі, як послідовність жестів, що мають приглушити страх. Фільмування візуальної частини для проєкту відбувалось в Одесі на березі Чорного Моря. Проєкт було презентовано у Львові в жовтні 2015 року на 21 Міжнародному Фестивалі Сучасної Музики «Контрасти».[джерело?]

### «Я бачу»
Фільм «Я бачу» (про вело-мандрівку Україною людей з порушеннями зору) є режисерським дебютом Ольги Фразе в документалістиці, прем'єра відбулась в Генеральній Асамблеї ООН в Нью-Йорку восени 2015 року. Взимку 2016 в Києві відбулась українська прем'єра фільму, до якого було розроблено тифлокоментар — спеціальну звукову доріжку, що уможливлює перегляд фільму для незрячої аудиторії. Це перший український документальний фільм, доповнений тифлокоментарем. Стрічка розміщена на YouTube у вільному доступі. Містить субтитри англійською мовою.
Восени 2017 року для фільму було створено дубляж з тифлокоментарем англійською мовою.

### «Веретільниця»
Короткий поетичний фільм Ольги Фразе «Веретільниця» зайняв перше місце в національному конкурсі Міжнародного Фестивалю Відеопоезії «Циклоп» В Києві восени 2017 року. Фільм було створено на власний однойменний вірш. Переклад англійською — Тетяна Качмарик, редагування англійського тексту — Башір Нараддін.[джерело?]

### «Зимовий Король»
«Зимовий Король» — короткий поетичний фільм Ольги Фразе, створений за однойменною книгою віршів Остапа Сливинського. Побудований на круговерті символів, які затягують у часову петлю, де, споглядаючи дію з двох екранів одночасно, помічаємо багатошаровість часу, асиметрію, зміну напрямків руху, зміну динаміки, відносність того, що відбувається. Фільм має сновидний характер, де головний герой постає перед собою підлітком, яким він колись був, зустрічає себе колишнього, достеменно не знаючи, коли це відбувається і хто з них проживає це життя. Два екрани — є символом роздвоєного часу, роздвоєного я, альтернативного сценарію проживання життя, де обидва сценарії мало чим відрізняються.
Зйомки відбувалися влітку 2018 року у Львові. Камера: Samsung Camcorder VP l905 D, Плівка: 8 мм.
Прем'єра фільму відбулась у формі мультимедійного перформансу Остапа Сливинського під час Форуму Видавців у Львові восени 2018 року. Остап Сливинський описував перформанс так: про минуле, від якого залишаються примарні обриси, про невловність і безповоротність. Про солодке тут-і-тепер, яке тане швидше, ніж карамелька на язиці. Про дитину в нас, яка вибігає наперед, граючись, щоб через багато років повернутися.
Тривалість: 30 хв
Актори: Марко Кучерявий
Музика: Богдан Сегін, Юрій Булка
Текст, голос: Остап Сливинський
Камера, монтаж: Ольга Фразе[джерело?]

## Художня діяльність
Ольга Фразе проілюструвала книги:
- «Ім'я Води» Ольги Фразе
- «Короткі Віддалі» Жені Васильківської (Видавництво Episteme, Люблін)
- «Годинник для татуся» Мирослава Вонса (Видавництво Скриня, Львів)
- «Музей Іграшок» Ольги Фразе (самвидав)

### Виставки
- «Криві» — навесні 2018 року відбулась перша персональна виставка графіки «Криві» в Малій Опері в Києві. У Львові «Криві» відкрились 31 серпня 2018 в Urban Бібліотеці.
- «Dia de las Fridas» — листопад 2018 року, спільна виставка в галереї Zefirina.
- "Танець для самої себе" - Львів, 2019

## Публікації
- "Львівська режисерка Ольга Фразе-Фразенко презентує свій дебютний документальний фільм «Я Бачу» // Lviv Film Commision, 23.05.2017
- «Для них відкриття, що у нас є соціальні ініціативи»: як в ООН показали наш фільм про людей з вадами зору // Platforma, 04.12.2015
- Український фільм «Я бачу» презентували в штаб-квартирі ООН // Portal Lviv, 27.11.2015
- Подивитися на світ заплющеними очима // Hromadske Lviv, 11.05.2016
- Від ідеї до бізнесу. Кіно як місія // LvBS, 08.12.2016
- 33 дні на велосипедах по Україні. Документальний фільм про незрячих «Я бачу» // Громадське Радіо, 23.12.2016
- Побачити в темряві // УНІАН, 26.12.2016
- Іванофранківцям показали стрічку «Я бачу» — про людей, позбавлених радостей споглядання світу // Третя Студія, 07.02.2017
- Як роблять кіно для незрячих // Village, 26.04.2017
- «Ми не обмежені — обмежені ті, хто не помічає простих речей»: у Вінниці показали фільм про незрячих «Я бачу» // Вежа, 22.04.2017
- «ВПЕРШЕ У ЖИТТІ Я ВІДЧУВ, ЩО ВІДБУВАЄТЬСЯ НА ЕКРАНІ» // Vlasno, 23.04.2017